# Koupací jezírko

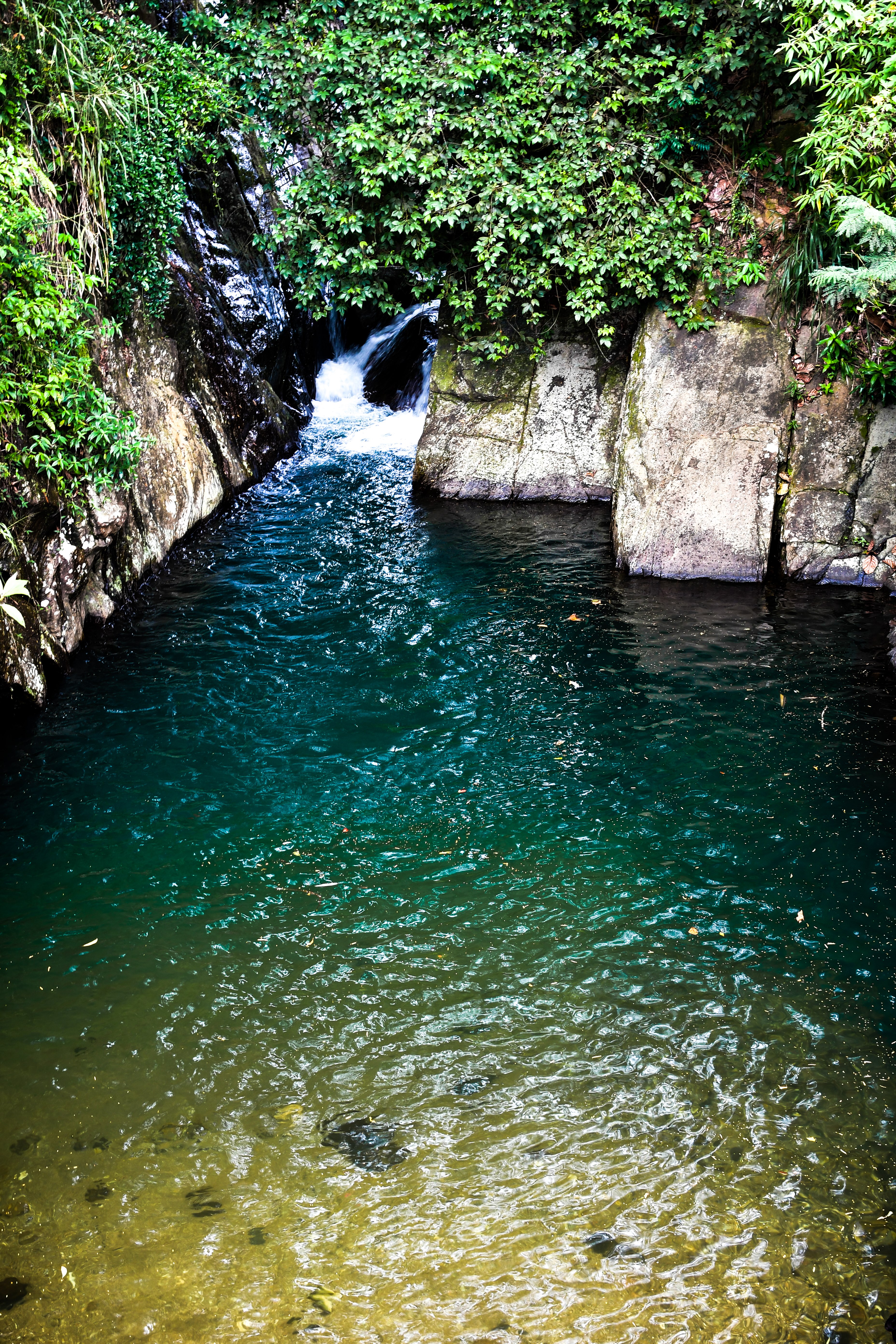
Koupací biotop, Srí Lanka

Koupací jezírko nebo přírodní koupací biotop je alternativou ke klasickému zahradnímu koupacímu bazénu. Základ tvoří přírodní systém, využívající vhodně vybrané rostliny k čištění bez pomoci přípravků dezinfekčních a chemických.
Jezírko má daný poměr regenerační zóny tzv. čisté vodní plochy, a mělké vody, která je osázena bahenními, vlhkomilnými a vodními rostlinami jako jsou orobince, vodní kosatce a okrasné trávy. V ČR se jedná z větší části o rákosy či orobince. Tento uměle vytvořený biotop má nevýhodu oproti klasickému bazénu, aby fungoval dokonale, je potřeba velký prostor. Obvyklá velikost se pohybuje od 80 až do 100 m², jinak by nebyl dosažen stabilní a samočisticí efekt. Tento bazén tvoří část pro plavce, obvykle hluboká minimálně 2 m, a regenerační zóny, kterou tvoří několik různě hlubokých lagun s vodními rostlinami. Část pro neplavce má hloubku 0–1 m, je vysypána oblázky a přechází v část pro plavce, kde je hloubka již o mnoho větší než na hranici pro neplavce, aby bylo snadnější udržet požadovanou kvalitu vody.

## Koupací jezírko se samočisticí schopností
Tato koupací jezírka jsou založena pouze na přírodních samočisticích principech a k čištění vody využívají funkci vodních rostlin a nitrifikačních bakterií. Pro správnou účinnost je potřeba poměrně velká plocha hladiny, min. 100 m², lépe však více. Polovina plochy jezírka je určena jako regenerační zóna osázená vodními a bahenními rostlinami, kde hloubka vody je do 0,5 m. O samotný proces čištění vody se pak postarají bakterie (nitrifikace) a vodní rostliny, které z vody odeberou živiny, které by jinak posloužily řasám. Jezírko se obejde zcela bez jakékoliv techniky, musíme ale počítat s tím, že občas bude docházet k zakalení vody, nebo růstu řas.

## Koupací jezírko s biologickou filtrací
Nemáme-li dostatek prostoru, nebo vyžadujeme-li lepší kvalitu vody, musíme přírodě pomoct. Tím, že zmenšíme plochu jezírka, zmenšíme také prostor ve kterém žijí „užitečné bakterie“, které se v přírodních nádržích starají o proces nitrifikace. Proto je nutné tento prostor nahradit, zpravidla použitím jezírkové filtrace, která supluje prostor potřebný pro osídlení bakteriemi a kterého je v jezírku nedostatek. Jezírkové filtrace jsou nádoby, ve kterých je filtrační médium, jedná se o porézní materiál, který je vhodný k osídlení bakteriemi. Celý filtrační proces probíhá na přírodní bázi, bez aplikace jakékoliv chemie.